# Паланча, Золтан
Зо́лтан Пала́нча (венг. Palancsa Zoltán; род. 7 октября 1963, Нова, Зала) — венгерский кёрлингист и тренер по кёрлингу.

## Команды
| Сезон                                          | Четвёртый         | Третий         | Второй           | Первый        | Запасной               | Турниры              |
| ---------------------------------------------- | ----------------- | -------------- | ---------------- | ------------- | ---------------------- | -------------------- |
| 2015—16                                        | András Rokusfalvy | Золтан Паланча | Janos Miklai     | Gyorgy Kalmar | Mihaly Veraszto        | ЧМВ 2015 (18 место)  |
| Кёрлинг среди смешанных команд (mixed curling) |                   |                |                  |               |                        |                      |
| 2018—19                                        | Дороттья Паланча  | Золтан Паланча | Henrietta Miklai | Janos Miklai  | тренер: Peter Palancsa | ЧМСК 2018 (24 место) |

(скипы выделены полужирным шрифтом)

## Результаты как тренера национальных сборных
| Год  | Турнир                                                             | Сборная                  | Место |
| ---- | ------------------------------------------------------------------ | ------------------------ | ----- |
| 2012 | Первенство Европы по кёрлингу среди юниоров 2012                   | Венгрия (юниоры муж.)    | 15    |
| 2013 | Чемпионат мира по кёрлингу среди смешанных пар 2013                | Венгрия (смеш. пара)     | 1     |
| 2014 | Чемпионат мира по кёрлингу среди смешанных пар 2014                | Венгрия (смеш. пара)     | 4     |
| 2014 | Чемпионат Европы по кёрлингу 2014                                  | Венгрия (женщины)        | 12    |
| 2015 | Чемпионат мира по кёрлингу среди смешанных пар 2015                | Венгрия (смеш. пара)     | 1     |
| 2015 | Чемпионат Европы по кёрлингу 2015                                  | Венгрия (женщины)        | 10    |
| 2016 | Чемпионат мира по кёрлингу среди юниоров 2016                      | Венгрия (юниоры жен.)    | 4     |
| 2016 | Чемпионат мира по кёрлингу среди смешанных пар 2016                | Венгрия (смеш. пара)     | 13    |
| 2016 | Чемпионат Европы по кёрлингу 2016                                  | Венгрия (женщины)        | 11    |
| 2017 | Чемпионат мира по кёрлингу среди смешанных пар 2017                | Венгрия (смеш. пара)     | 13    |
| 2017 | Чемпионат Европы по кёрлингу 2017                                  | Венгрия (женщины)        | 10    |
| 2018 | Чемпионат Европы по кёрлингу 2018                                  | Венгрия (женщины)        | 15    |
| 2019 | Чемпионат мира по кёрлингу среди смешанных пар 2019                | Венгрия (смеш. пара)     | 9     |
| 2019 | Чемпионат Европы по кёрлингу 2019                                  | Венгрия (женщины)        | 13    |
| 2021 | Кёрлинг на зимних Олимпийских играх 2022 (квалификационный турнир) | Венгрия (смешанная пара) | 5     |

## Частная жизнь
Дочь Золтана, Дороттья Паланча — одна из самых титулованных венгерских кёрлингисток, двукратная чемпионка мира по кёрлингу среди смешанных пар. Золтан и Дороттья в одной команде участвовали в чемпионате мира среди смешанных команд 2018. Сын Золтана Петер (англ. Peter Palancsa) — также кёрлингист и тренер по кёрлингу.